# Канастеро південний
Канасте́ро південний (Asthenes anthoides) — вид горобцеподібних птахів родини горнерових (Furnariidae). Мешкає в Патагонії та на Вогняній Землі.

## Опис
Довжина птаха становить 16-17 см, вага 21-23 г. Верхня частина тіла сірувата з оливковим відтінком, поцятковані чорними смугами. Нижня частина тіла сіра, груди з жовтуватим відтінком, живіт білуватий. На горлі руда пляма, крила поцятковані рудими плямками. Центральні стернові пера сірі з чорним стрижнем, крайні стернові пера темно-сірі. на кінці руді. Дзьоб чорнуватий.

## Поширення і екологія
Південні канастеро поширені в Аргентині і Чилі. Вони гніздяться в передгір'ях Патагонських Анд та на Вогняній Землі. Взимку мігрують до центральних районів Чилі. Живуть на луках та в сухих чагарникових заростях. Зустрічаються на висоті до 1500 м над рівнем моря.